# Tilia chingiana
Tilia chingiana är en malvaväxtart som beskrevs av Hu Hsien-Hsu och Cheng. Tilia chingiana ingår i släktet lindar, och familjen malvaväxter. Inga underarter finns listade i Catalogue of Life.